# Мануель Нкомба
Мануель Нкомба (кон. Manuel Nkomba; пом. 1911) — п'ятдесят сьомий маніконго центральноафриканського королівства Конго.
Був сином і спадкоємцем маніконго Педру VII. Оскільки він помер менше, ніж за рік після сходження на престол, то йменування Мануель III перейшло до його наступника.